# Bezirk Stryj
Bezirk Stryj – dawny powiat (Bezirk) kraju koronnego Królestwo Galicji i Lodomerii, funkcjonujący w latach 1854–1867. Siedzibą starostwa było miasto Stryj.

## Historia
Bezirk Stryj utworzono w ramach reformy uwłaszczeniowej z okresu Wiosny Ludów (1848–1849), która likwidowała jurysdykcję właściciela ziemskiego nad poddanymi. W Galicji, dominium – jako podstawowa jednostka administracyjna i filar systemu feudalnego straciło rację bytu. Konieczne stało się zatem wprowadzenie nowego systemu administracyjnego, którego zręby powstały w latach 1851–1855. Nowy trójstopniowy podział administracyjny objął 21 cyrkułów (niem. Kreise), 179 małych powiatów (niem. Bezirke) i ponad 6000 gmin (niem. Gemeinde).
Bezirk Stryj objął obszar o wielkości 9,1 mil², zamieszkany przez 31.354 ludzi i podzielony na 41 gmin katastralnych, w tym jedno miasto (Stryj). Wszedł w skład cyrkułu stryjskiego, jako jeden z jego dziewięciu powiatów. Na obszarze Bezirk Stryj znajdowały się dwie eksklawy – Neu Olexice i Gelsendorf (stanowiące jedną gminę) – należące do Bezirk Bolechów.
Po nadaniu Galicji autonomii oraz powołaniu samorządu gminnego i powiatowego w 1865 zlikwidowano cyrkuły (Kreise). Dotychczasowe małe powiaty (Bezirke) w liczbie 179, utrzymały się do 1867 roku, kiedy to w następstwie kolejnej reformy administracyjnej (23 stycznia 1867) zostały zastąpione przez 74 większych powiatów. Obszar zniesionego Bezirk Stryj wszedł wtedy w całości skład nowego powiatu stryjskiego. 1 sierpnia 1878 gminę Machliniec przeniesiono do powiatu żydaczowskiego.

## Podział administracyjny (1854)
| Lp. | Gmina jednostkowa              | Powierzchnia | Ludność | Powiat w 1867 po zniesieniu |
| --- | ------------------------------ | ------------ | ------- | --------------------------- |
| 1   | Stryj (M) z Szumlańszczyzną    | 7500         | 7903    | stryjski                    |
| 2   | Duliby                         | 7500         | 858     | stryjski                    |
| 3   | Grabowiec                      | 7500         | 777     | stryjski                    |
| 4   | Dobrowlany                     | 1500         | 326     | stryjski                    |
| 5   | Pukienicze                     | 1500         | 324     | stryjski                    |
| 6   | Lisiatycze                     | 3000         | 1620    | stryjski                    |
| 7   | Uhersko                        | 13500        | 588     | stryjski                    |
| 8   | Dobrzany                       | 13500        | 796     | stryjski                    |
| 9   | Kawczykąt                      | 13500        | 493     | stryjski                    |
| 10  | Pietniczany                    | 13500        | 350     | stryjski                    |
| 11  | Wownia i Wolica                | 13500        | 267     | stryjski                    |
| 12  | Stryhańce                      | 13500        | 313     | stryjski                    |
| 13  | Komarów, Jaroszyce i Olexice   | 13500        | 787     | stryjski                    |
| 14  | Łotatniki                      | 13500        | 150     | stryjski                    |
| 15  | Bereźnica                      | 7000         | 418     | stryjski                    |
| 16  | Strzałków                      | 7000         | 529     | stryjski                    |
| 17  | Wierczany i Tatarsko           | 7000         | 990     | stryjski                    |
| 18  | Podhorce                       | 7000         | 450     | stryjski                    |
| 19  | Siechów                        | 6000         | 832     | stryjski                    |
| 20  | Uhełna                         | 6000         | 383     | stryjski                    |
| 21  | Chodowice                      | 500          | 417     | stryjski                    |
| 22  | Daszawa i Machliniec           | 4500         | 1386    | stryjski                    |
| 23  | Dołhe                          | 2500         | 414     | stryjski                    |
| 24  | Błonie z Bratkowcami i Słobodą | 6000         | 834     | stryjski                    |
| 25  | Stańków i Falisz               | 6000         | 689     | stryjski                    |
| 26  | Lubieńce                       | 5500         | 478     | stryjski                    |
| 27  | Chromohorb                     | 5500         | 327     | stryjski                    |
| 28  | Dołhołuka i Błonie             | 5500         | 600     | stryjski                    |
| 29  | Dołhołucka Wola                | 2000         | 367     | stryjski                    |
| 30  | Hołobutów                      | 6500         | 435     | stryjski                    |
| 31  | Zawadów                        | 6500         | 477     | stryjski                    |
| 32  | Nieżuchów                      | 6500         | 352     | stryjski                    |
| 33  | Manasterzec                    | 2500         | 362     | stryjski                    |
| 34  | Żulin                          | 8500         | 781     | stryjski                    |
| 35  | Hurnie                         | 8500         | 1195    | stryjski                    |
| 36  | Kłodnica                       | 8500         | 190     | stryjski                    |
| 37  | Rozhurcze                      | 8500         | 840     | stryjski                    |
| 38  | Koniuchów                      | 1000         | 612     | stryjski                    |
| 39  | Łukawica Niżna                 | 1000         | 252     | stryjski                    |
| 40  | Łukawica Wyżna                 | 6000         | 449     | stryjski                    |
| 41  | Siemiginów                     | 4000         | 839     | stryjski                    |

Objaśnienie:
(M) = miasto; (m) = miasteczko